# Eupithecia diffidata
Eupithecia diffidata là một loài bướm đêm trong họ Geometridae.